# Турица
 Тази статия е за селото в Сярско.  За селото във Воденско вижте Турица (Воденско).  
Турица или Троица (на гръцки: Τριάδα, Триада, катаревуса: Τριάς, Триас, до 1927 година Τουρίτσα, Турица) е село в Гърция, Егейска Македония, дем Долна Джумая (Ираклия), област Централна Македония.

## География
Селото е разположено в източното подножие на Карадаг, на 15 километра южно от Долна Джумая (Ираклия) и на 25 km западно от Сяр (Серес).

## История

### В Османската империя
През XIX век Турица е българско село в Сярска каза на Серския санджак. В „Етнография на вилаетите Адрианопол, Монастир и Салоника“, издадена в Константинопол в 1878 година и отразяваща статистиката на населението от 1873 г., Троица (Troïtsa) е посочено като селище в Сярска каза с 15 домакинства, като жителите му са 45 българи.
В 1891 година Георги Стрезов пише за селото:
| „ | Троица, чифлик на Мехмет Арнаут бея, на ЮЗ от Сяр при подножието на същата планина. От Турбеш до Троица има по-малко от 1 час, от Сяр 5 часа. | “ |

Според Васил Кънчов („Македония. Етнография и статистика“) в началото на XX век Турица (Тройца) има 300 жители българи.
Всички християни от Турица са под ведомството на Цариградската патриаршия. По данни на секретаря на Българската екзархия Димитър Мишев („La Macédoine et sa Population Chrétienne“) в 1905 година в Троица (Troïtza) живеят 336 българи патриаршисти гъркомани.

### В Гърция
През Балканската война селото е освободено от части на българската армия, но остава в Гърция след Междусъюзническата война. В 20-те година в селото са заселени гърци бежанци от Турция. Според преброяването от 1928 година селото е смесено местно-бежанско с 99 бежански семейства и 350 души. В 1927 година името на селото е преведено на гръцки - Триас.
| Име         | Име           | Ново име         | Ново име         | Описание                                       |
| ----------- | ------------- | ---------------- | ---------------- | ---------------------------------------------- |
| Шабалар     | Σαμπαλάρ      | Ерипия Тумбас    | Έρείπια Τούμπας  | бивше село в Карадаг на ЮЗ от Турица           |
| Турица      | Τουρίτσας     | Рема Триадас     | Ρέμα Τριάδος     | реката минаваща през Турица                    |
| Фундуклук   | Φουντουκλούκι | Рема Лептокариас | Ρέμα Λεπτοκαρυάς | река в Карадаг на З от Турица                  |
| Таушан тепе | Ταουσάν Τεπέ  | Лагокорифи       | Λαγοκορυφή       | възвишение в Карадаг на СЗ от Турица (416,7 m) |